# Hiệp ước Anh-Xiêm năm 1909
Hiệp ước Anh-Xiêm năm 1909 hay Hiệp ước Bangkok năm 1909 là một hiệp ước giữa Anh Quốc và Thái Lan ký ngày 10 tháng 3 năm 1909 tại Bangkok.
Các thỏa thuận, theo đó người Mã Lai đã không được đại diện, trên thực tế chia các tiểu quốc Mã Lai phía bắc thành hai phần. Khu vực xung quanh các tỉnh ngày nay gồm Pattani (Mã Lai: Patani), Narathiwat (Mã Lai: Menara), Songkhla (Mã Lai: Singgora), Satun (Mã Lai: Setul) và Yala (Mã Lai: Jala) vẫn thuộc chủ quyền Xiêm, trong khi Thái Lan từ bỏ tuyên bố chủ quyền của mình đối với Kedah (tiếng Thái Lan: ไทรบุรี (Saiburi)), Kelantan (tiếng Thái: กลันตัน (Kalantan)), Perlis (tiếng Thái: ปะลิส (Palit)) và Terengganu (tiếng Thái: ตรัง กา นู (Trangkanu)), các khu vực thuộc trong phạm vi ảnh hưởng và bảo hộ của Anh. Bốn tiểu bang, cùng với Johor sau này được gọi là Các bang Mã Lai không liên bang. 
Ban đầu, Satun và Perlis là một phần của Vương quốc Hồi giáo Mã Lai Kedah nhưng chỉ Satun vẫn còn thuộc Thái Lan. Patani, Narathiwat, Songkhla và Yala trong lịch sử đã được cai trị bởi lịch sử Vương quốc Hồi giáo Mã Lai Patani.
Việc lý do hợp lý Anh phong toả việc tiếp tục chiếm đóng một nửa phía bắc của Malaya của Xiêm là nhằm giá trị nhận thức Thái Lan như làm một vùng đệm thân thiện đối với người Pháp ở Đông Dương.
Trước đây vào năm 1826, cả hai bên ký hiệp ước năm 1909 đã đồng ý với Hiệp ước Burney. Hiệp ước Burney quy định rằng Kedah, Kelantan, Perlis và Terengganu là các tỉnh của Xiêm còn Penang và tỉnh Wellesley thuộc về người Anh, trong khi Thái Lan sẽ không gây trở ngại cho thương mại Anh tại Kelantan và Terengganu.
Thỏa thuận này đã có ảnh hưởng lâu dài trên cả Thái Lan và Liên bang của Malaysia. Đường biên giới giữa hai quốc gia này chủ yếu được xác định bởi hiệp ước này. Hơn nữa, ở một mức độ, phong trào ly khai Pattani là do từ chối của Pattani công nhận sự thống trị của Thái Lan trên khu vực này và cuối cùng thỏa thuận giữa hai nước Anh và Thái Lan.